# Ermita del cerro Santa Lucía
La Ermita del cerro Santa Lucía es un templo católico ubicado en la cumbre de dicho cerro, en el centro de la ciudad de Santiago, Chile. En su interior se encuentra el sepulcro del intendente de Santiago Benjamín Vicuña Mackenna, principal promotor de la transformación del cerro en un parque urbano, y de su familia.

## Historia
La construcción de la ermita fue parte del plan de construcción de un parque urbano en el cerro en 1870, con miras a la celebración del centenario del país, por parte de Benjamín Vicuña Mackenna.
El diseño de la ermita fue obra de los arquitectos Manuel Aldunate y Lucien Hénault, y fue construida en el año 1872, gracias al aporte de Domingo Fernández Concha y de limosnas recogidas.

## Descripción
La edificación fue construida en albañilería de ladrillo, con techumbre de madera, y revestimientos exteriores de piedra canteada rosada de Pelequén. Presenta una nave cubierta por una bóveda que descansa en los muros laterales, y una torre central. Sobre el altar hay un rosetón y ventanas ojivales laterales.